# Neighbourhood Council
Un Neighbourhood Council est la division administrative de second niveau du Guyana. Les régions sont découpées en vingt-sept Neighbourhood Council.